# Allophatnus elegans
Allophatnus elegans är en stekelart som först beskrevs av Gyöö Viktor Szépligeti 1908.  Allophatnus elegans ingår i släktet Allophatnus och familjen brokparasitsteklar. Inga underarter finns listade i Catalogue of Life.